# 后社会主义
后社会主义（英語：Postsocialism）是对东欧剧变后的国家进行学术研究的领域，尤其关注东欧和亚洲地区的国家。后社会主义中的“社会主义”并非基于马克思主义概念的社会主义，而是特指东欧语境中的“现实社会主义”概念。后社会主义国家的研究者认为，即使这些国家的政治和经济体制并未遵循正统的马克思主义“社会主义”思想，这些体制仍然是现实的，并对文化、社会和个体主体性产生了真实的影响。后社会主义的学者通常借鉴其他理论框架，如后殖民主义，并特别关注劳动关系、性别角色以及民族和宗教政治认同的演变。然而，“后社会主义”这一概念也受到批评，认为其过于强调社会主义的影响，而“社会主义”一词的定义本身却难以明确，尤其是当它的涵义被延伸到东欧以外的地区时。